# Výshkov
Výshkov (ruso: Вы́шков) es un asentamiento de tipo urbano de Rusia ubicado en el raión de Zlynka de la óblast de Briansk.
En 2021, el asentamiento tenía una población de 2569 habitantes. El territorio del asentamiento, con una población total de 3067 habitantes, incluye como pedanías el pueblo de Dobrodeyevka, la aldea de Guta y cinco despoblados.
El asentamiento fue fundado en 1853 como una pequeña aldea con unas quince casas. Se desarrolló como poblado ferroviario a partir de 1885, cuando se abrió aquí una estación en la línea de ferrocarril de Briansk a Brest. La Unión Soviética le dio el estatus de asentamiento de tipo urbano en 1949. Como consecuencia del accidente de Chernóbil de 1986, en los últimos años del siglo XX sufrió una importante pérdida de población. Hasta 1999, el asentamiento albergó una importante fábrica de cerillas.
Se ubica unos 5 km al noroeste de la capital distrital Zlynka, junto a la frontera con Bielorrusia y a orillas del río Íput.